# С-8
С-8 (де буква «С», імовірно — снаряд, а «8» — калібр ракет 80 мм) — радянська / російська 80-міліметрова некерована авіаційна ракета, призначена для знищення техніки та живої сили супротивника з повітря. Ракета випускається з декількома видами бойових частин.
Носіями ракет С-8 у різний час були різні літаки — штурмовики, бомбардувальники та винищувачі-бомбардувальники: Су-17, Су-24, Су-34, Су-25, Су-27, Су-35, МіГ-23 та МіГ- 27 ; ударні вертольоти : Мі-8, Мі-24, Мі-35, Мі-28, Ка-52 і Ка-50, а також бронетранспортери та десантно-штурмові катери.

## Історія

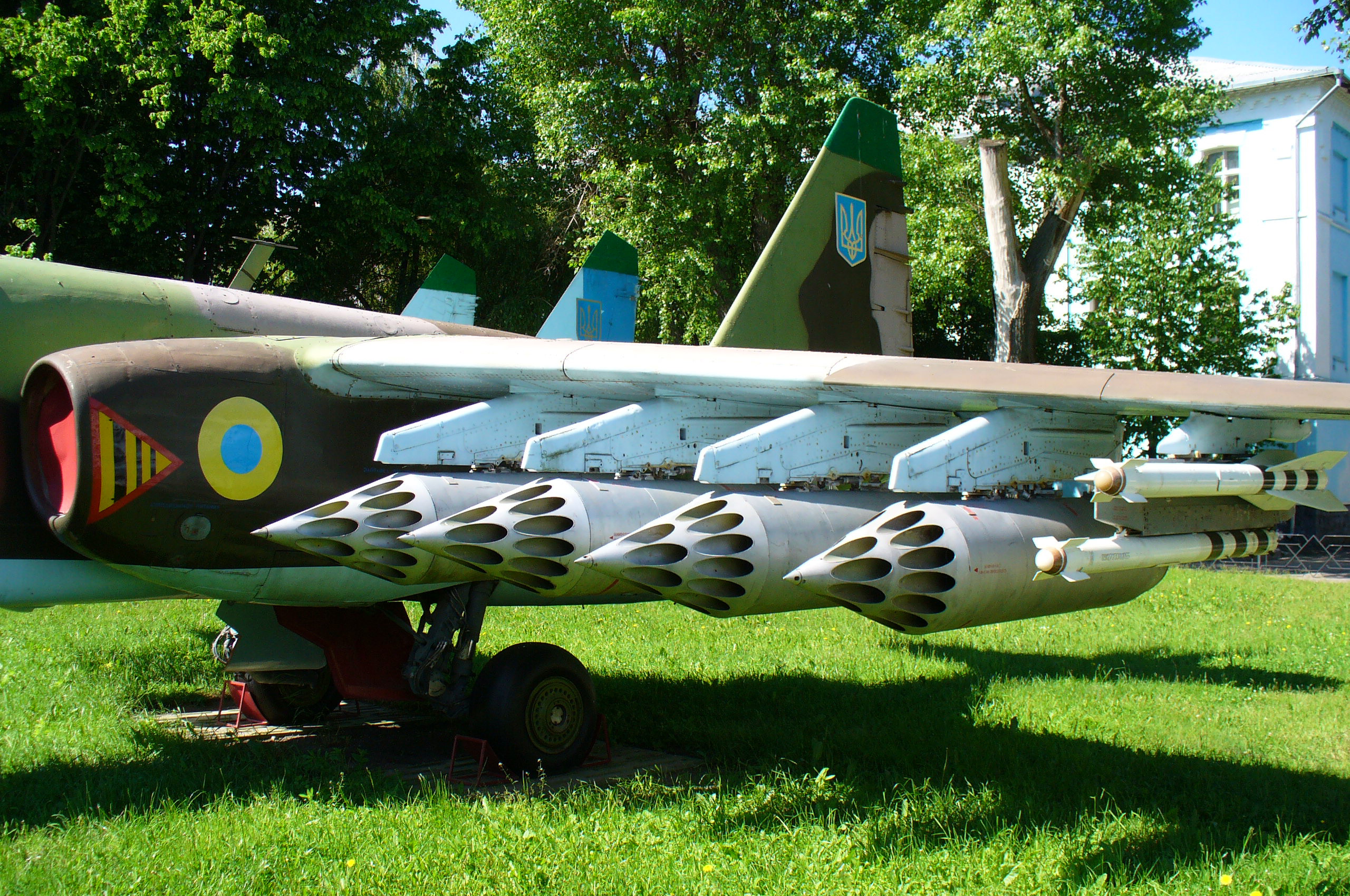
Блоки Б-8 для ракет типу С-8 під крилом Су-25 ПС ЗСУ (авіаційний музей у Вінниці)

У 1964 році ОКБ-51 П. О. Сухого розпочало розроблення проєкту ударного літака, спочатку позначеного як Т-58М, який згодом став фронтовим бомбардувальником Су-24. 21 серпня 1965 року ухвалено постанову ЦК КПРС та Ради Міністрів СРСР № 648—241 про створення Т-58М, у цьому ж документі передбачалося створення прицільно-навігаційної системи «Пуму» та нових некерованих та керованих авіаційних ракет С-8, С-24 та Х-24. Розробка нових засобів ураження стала необхідною у зв'язку з удосконаленням бронетехніки і засобів ППО сухопутних військ ймовірного супротивника, недостатньої потужності та дальності дії НАР сімейства С-5 (що отримали велике поширення у 1960-х роках).
Розробка НАР типу С-8 доручалася ОКБ-16 (пізніше КБ Точмаш), яким керував А. Е. Нудельман. Згодом розробку модифікацій С-8 здійснював «Інститут прикладної фізики» у м. Новосибірську (зараз ВАТ). Механічні підривники розробив Науково-дослідний технологічний інститут у Балашисі.
Посилення вражаючої дії бойової частини досягнули збільшенням калібру, щодо попередниці С-5, з 57 до 80 мм. Компонувальна схема З-8 залишилася ідентичною С-5. Збільшення калібру і відповідно маси ракети призвело до зростання потужності двигуна.
Заводські (попередні) випробування НАР С-8 пройшли 1969 року, а спільні (із замовником) державні випробування — 1971 року. Серійно С-8 вироблялася на заводі «Авіаагрегат» у Куйбишеві (нині Самара).
Нині корпуси С-8 серійно виробляються на заводі «Сільмаш» у Кірові.

## Конструкція
Ракета С-8 зберегла принципову схему та компонування ракети С-5. Для поліпшення точності 6 пер стабілізатора при виході ракети з труби розкривалися газовим поршнем й надалі фіксувалися, що забезпечувало кращу, по зрівнянню з С-5, купчастість стрільби.
У складеному положенні вузол стабілізатора був укладений між шістьма соплами твердопаливного двигуна ракети і закритий стаканом, що зривається під час пуску. Для швидкого розгону та розкручування важчої ракети С-8 тяга твердопаливного двигуна в порівнянні з двигуном ракети С-5 збільшена, а час його роботи скорочено до 0,69 с. Розсіювання С-8 у польоті та можливе кругове відхилення становило 0,3 % дальності, а дистанція ефективного пуску — 2000 м.

## Модифікації
На основі базової конструкції С-8 з універсальною кумулятивно-осколковою бойовою частиною розроблено кілька модифікацій ракети.

### С-8М та С-8КОМ
С-8М та С-8КОМ з модернізованою бойовою частиною посиленої осколкової дії та твердопаливним двигуном, що має збільшений час роботи.
Повна довжина ракети С-8КОМ становить 1542 мм. Стартова вага ракети 11,2 кг. Кумулятивно-уламкова бойова частина вагою 3,6 кг містить 1,1 кг (за різними джерелами — 0,9 кг, ймовірно, переплутали з С-8М) вибухової речовини. При влучанні за нормаллю С-8КОМ може пробити 420-мм броню (за різними джерелами — 400 мм, ймовірно, переплутали з С-8М). Дальність пуску ракети 1300-4000 м. Діапазон швидкості літака-носія при бойовому застосуванні ракет С-8 всіх типів 166-330 м/с.

### С-8С
Ракета С-8С має бойову частину, що несе 2000 стрілоподібних вражаючих елементів для ураження живої сили. На кінцевій ділянці польоту стріли викидаються вперед вишибним зарядом.

### С-8БМ
Ракета С-8БМ має бетонобійну бойову частину проникаючої дії, що пробиває шар залізобетону завтовшки до 0,8 м. Довжина ракети С-8БМ —1540 мм. Початкова вага ракети —15,2 кг. Бойова частина вагою 7,41 кг містить 600 г вибухової речовини. Дальність пуску ракети 1200-2200 м.

### С-8Д та С-8ДМ
Ракети С-8Д і С-8ДМ мають бойову частину з об'ємно-детонуючої сумішшю; 2,15 кг рідких компонентів вибухової речовини змішуються і утворюють аерозольну хмару об'ємно детонуючої суміші. Вибух за фугасною дією еквівалентний 5,5-6 кг тротилу. Довжина ракети С-8ДМ — 1700 мм. Початкова вага ракети 11,6 кг. Вага бойової частини 3,63 кг.

### С-8О та С-8ОМ
Освітлювальні ракети: їхня довжина — 1632 мм, стартова вага — 12,1 кг, вага бойової частини — 4,3 кг. Горючий склад вагою 1 кг. Дає силу світла близько 2 млн кандел.

### С-8П
Ракета С-8П призначалася до створення пасивних перешкод РЛС противника. При спрацьовуванні дистанційного підривника з бойової частини ракет викидним зарядом викидаються диполі з металізованого скловолокна. Перші зразки ракет за три секунди створювали хмару диполів обсягом 500 м3. Диполі покликані створювати перешкоди радіолокаційним системам, які працюють на довжинах хвиль від 0,8 до 14 см.

### ТТХ
| С-8                   |  | кумулятивно-уламкова                            | 1600-2100                                    | 692 | 80                         | 1566 | 11,55 | 3,6/1 (A-IX-10)                               | п'єзоелектричний, голово-донний Н-26А (40 мкс)                                      | бронепробивність до 300 мм (при 30° до нормалі) і 400 осколків по 3 г, РДТТ з пороху марки БІК-2Д вагою 3,17 кг. |
| С-8А                  |  | кумулятивно-уламкова                            |                                              | 622 | 80                         | 1566 | 11,65 | 3,6/1 (A-IX-10)                               | п'єзоелектричний, голово-донний Н-26А                                               | доробленим двигуном з бездимного пороху марки БН-К.                                                              |
| С-8М                  |  | кумулятивно-уламкова                            |                                              | 654 | 80                         | 1566 | 11,55 | 3,8/0,855 (A-IX-10)                           | п'єзоелектричний, голово-донний Н-26АМ                                              | бронепробивність до 400 мм, двигуном зі збільшеним часом роботи. РДТТ з пороху марки БНК-Р вагою 3,04 кг.        |
| С-8КО С-8КОМ          |  | кумулятивно-уламкова \|                         | 1300-4000                                    | 700 | 80                         | 1542 | 11,2  | 3,6/1,1 (Гекфол-5)                            | п'єзоелектричний В-5КП1                                                             | бронепробивність до 420 мм і 450-500 осколків по 3 г. У двигуні С-8КО застосовується паливо БНК-1БСТ.            |
| С-8С                  |  | зі стрілоподібними вражаючими елементами        |                                              | 600 | 80                         | 1532 | 12,10 | 2000-2100 стріл (L=40 мм, d=2,6 мм, m=1,26 г) | дистанційний В-678                                                                  | |
| С-8Б                  |  | бетонобійна                                     |                                              | 482 | 80 (БЧ підкаліберна 68 мм) | 1541 | 15,15 | 7,17/0,63 (A-IX-2)                            | донний, електромеханічний, контактний І-426 (9К730) із уповільненням 0,01-0,03 сек. | |
| С-8БМ                 |  | бетонобійна                                     | 1200-2000                                    | 450 | 80                         | 1540 | 15,2  | 7,41/0,6                                      | донний, електромеханічний, контактний І-426 із уповільненням                        | пробуває з/б перешкоду 0,8 м                                                                                     |
| С-8ДМ                 |  | об'ємно-детонуюча                               |                                              | 590 | 80                         | 1700 | 11,6  | 3,8/2,15                                      |                                                                                     | |
| С-8ДФ                 |  | фугасна, спорядженою об'ємно-детонуючої сумішшю |                                              | 500 | 80                         | 1680 | 13,4  | 5,5/3,3                                       |                                                                                     | з протирикошетною головкою                                                                                       |
| С-8Т                  |  | Тандемна кумулятивна                            |                                              | 470 | 80                         | 1680 | 15,00 | 6,60/1,6 (Окфол)                              |                                                                                     | бронепробивність — 440 мм, уламкова дія                                                                          |
| С-8ОМ                 |  | освітлювальна                                   |                                              |     | 80                         | 1632 | 12,1  | 4,1 (факел-1 кг)                              |                                                                                     | сила світла 2 млн. кд протягом 30 сек.                                                                           |
| С-8ПМ                 |  | перешкодна                                      |                                              |     | 80                         | 1632 | 12,3  | 4,5 (дипольні блоки — 2 кг)                   |                                                                                     | дипольні відбивачі                                                                                               |
| С-8ЦМ                 |  | маркерна                                        | до 3000 м (літаки), 1300-2000 м (вертольоти) |     | 80                         | 1605 | 11,1  | 3,6                                           |                                                                                     | димова, для цілевказування                                                                                       |
| С-8ОФП1 (Бронебійник) |  | уламково-фугасна, проникаюча                    | до 6000 м                                    |     | 80                         | 1428 | 16,7  | 9,2/2,8                                       | контактний, дворежимний                                                             | |

## Пускові установки
Пуск ракет здійснювався із спеціальних пускових пристроїв (блоків) Б-8М1 та Б-8В20А. Обидва блоки мали по 20 пускових труб, відкритих із казенної частини. Довжина блоку Б-8М1 (Б-8В20А) становила 2760 мм (1700 мм), діаметр блоку 520 мм (520 мм). Вага пустого блоку 160 кг (123 кг). Пізніше було розроблено пускові пристрої типу Б-8В7, які мали 7 відкритих пускових труб. Вага пустого блоку 40 кг. Довжина 1780 мм. Діаметр 332 мм.
Як пускові установки використовуються блоки, що підвішуються на авіаційному носії:
- Б-8 — підвісний блок, що має 20 наскрізних труб-напрямних і циліндричний алюмінієвий корпус з переднім обтічником, довжина 2760 мм, діаметр 520 мм, вага 160 кг. Призначений для ударних літаків[8] ;
  - Б-8-0 — варіант Б-8 з теплозахистом
  - Б-8М — модернізований блок типу Б-8
  - Б-8М1 — модернізований блок типу Б-8
- Б-8В20А — підвісний блок на 20 наскрізних труб-напрямних, що має циліндричний алюмінієвий корпус без обтічника, довжина блоку 1700 мм, діаметр 520 мм, вага 100 кг. Призначений для бойових гелікоптерів[9] ;
- Б-8В7 — підвісний блок, що має 7 наскрізних труб-напрямних і циліндричний алюмінієвий корпус, довжина 1780 мм, діаметр 332 мм, вага 40 кг. Виготовлялися на заводі Самари «Авіаагрегат»[10] ;
- Б-8С7 — підвісний блок, що має 7 наскрізних труб-напрямних і циліндричний алюмінієвий корпус з переднім обтічником. Виготовлялися на самарському заводі «Авіаагрегат»[11] ;
- Б-8-10 — польський блок, що має 10 наскрізних труб-напрямних і циліндричний корпус, призначений для гелікоптерів[12] ;

Виды ПУ
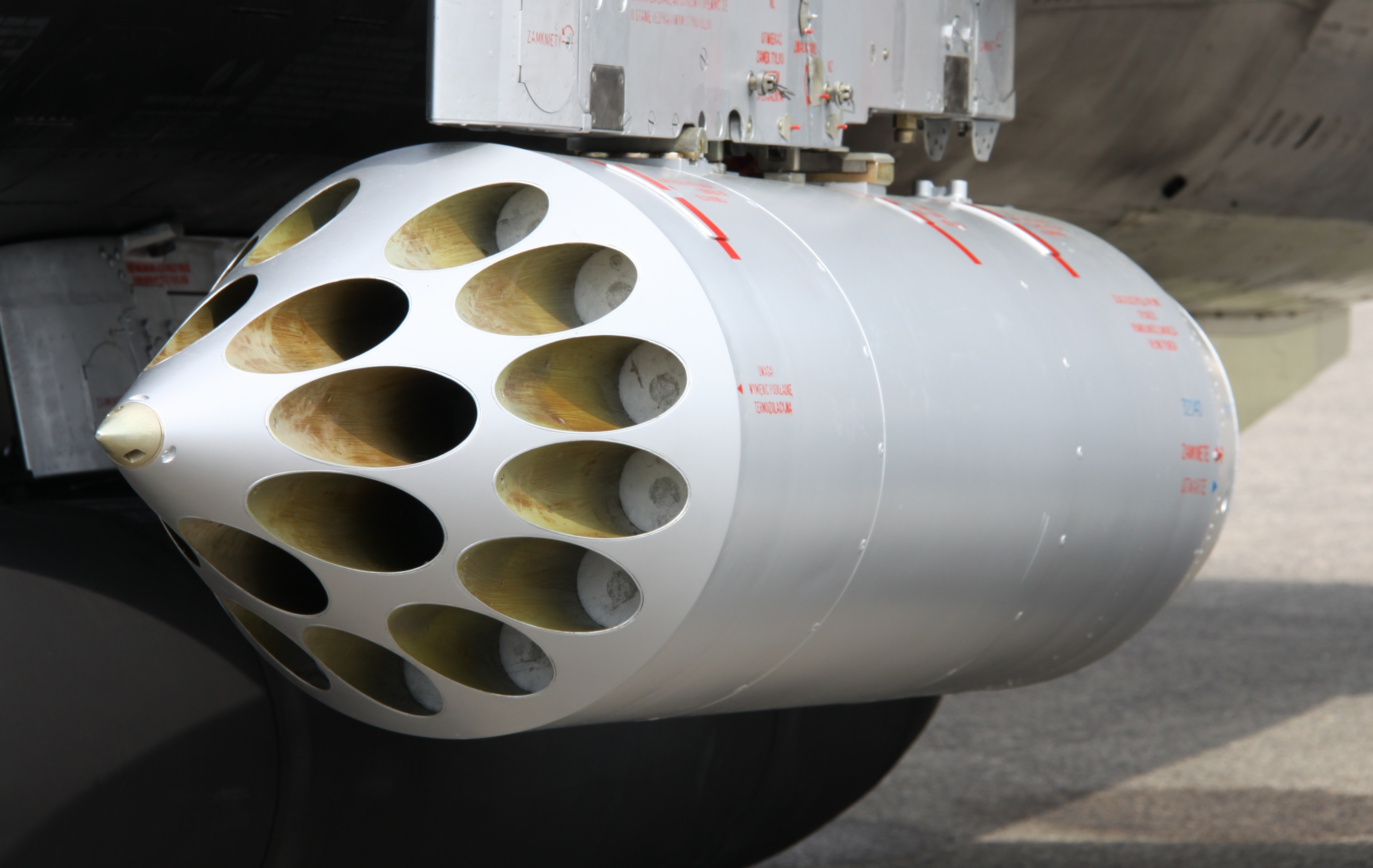
Блок типу Б-8.
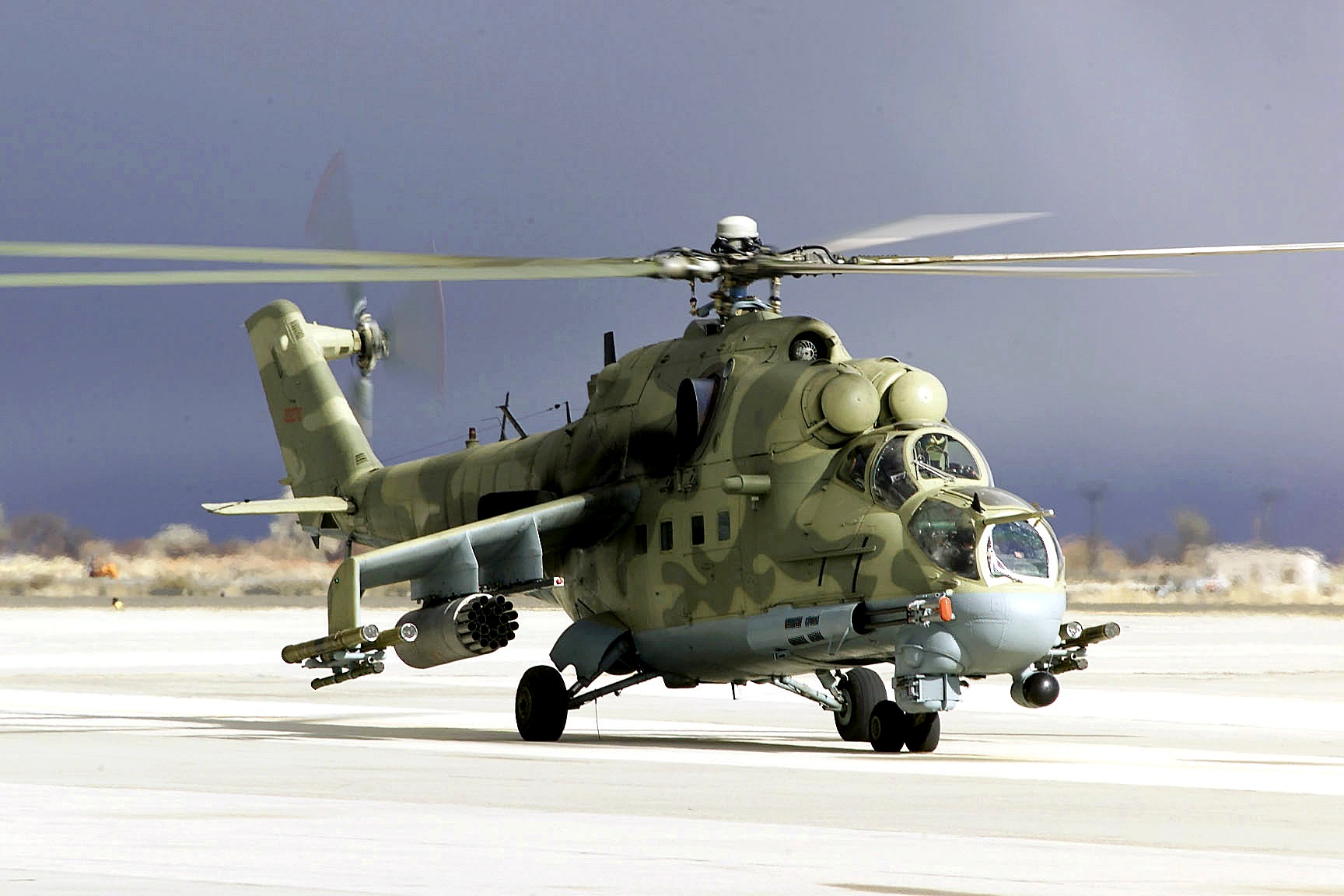
20-ствольний блок Б-8В20А на підвісці Мі-24 .
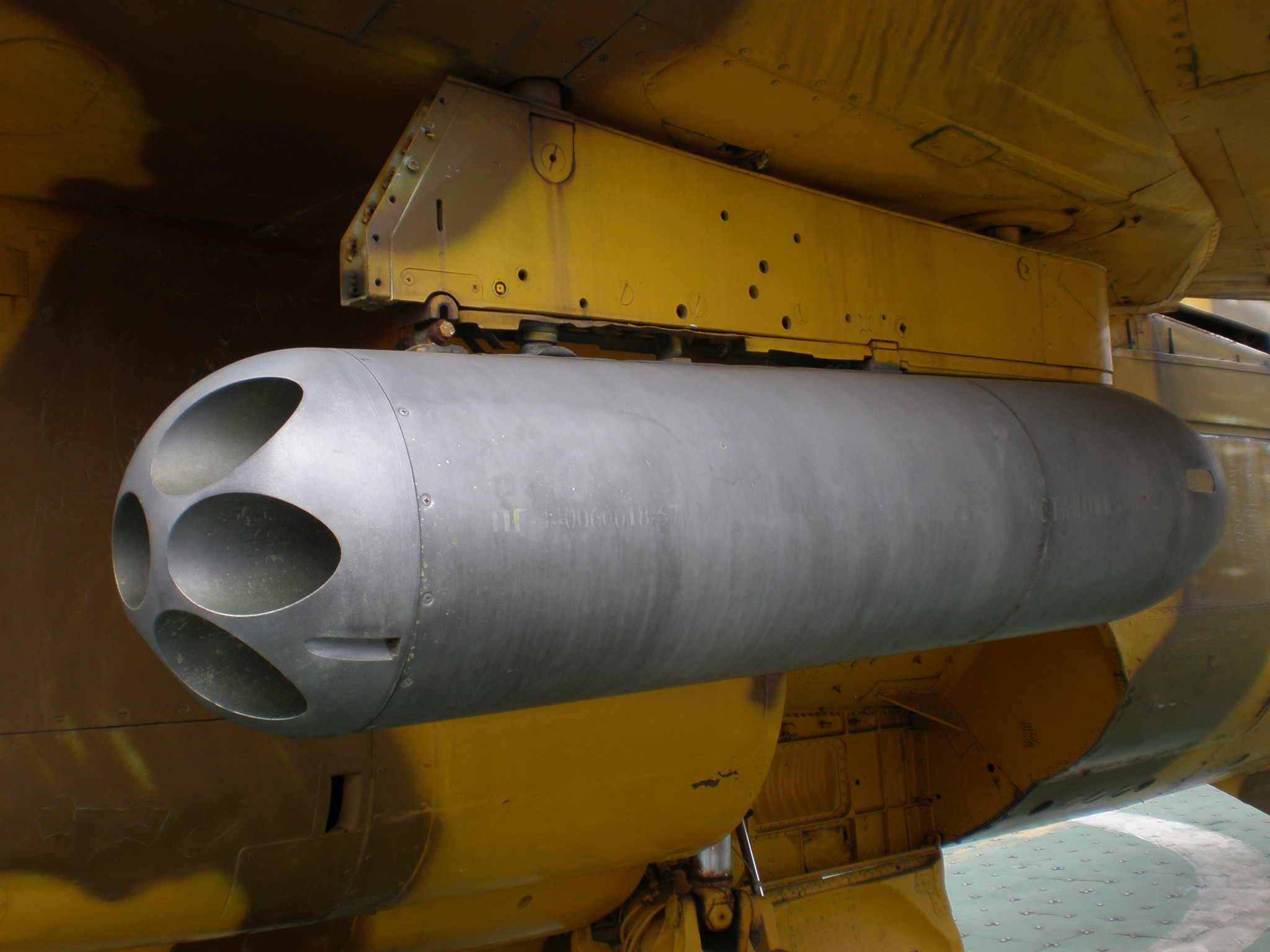
Б-8С7 під крилом МіГ-23 на палубі авіаносця «Мінськ», Шеньчжень, Китай.